# (4352) Kyoto
(4352) Kyoto (1989 UW1) – planetoida z pasa głównego asteroid okrążająca Słońce w ciągu 4,59 lat w średniej odległości 2,76 j.a. Odkryta 29 października 1989 roku.